# Matt Prokop

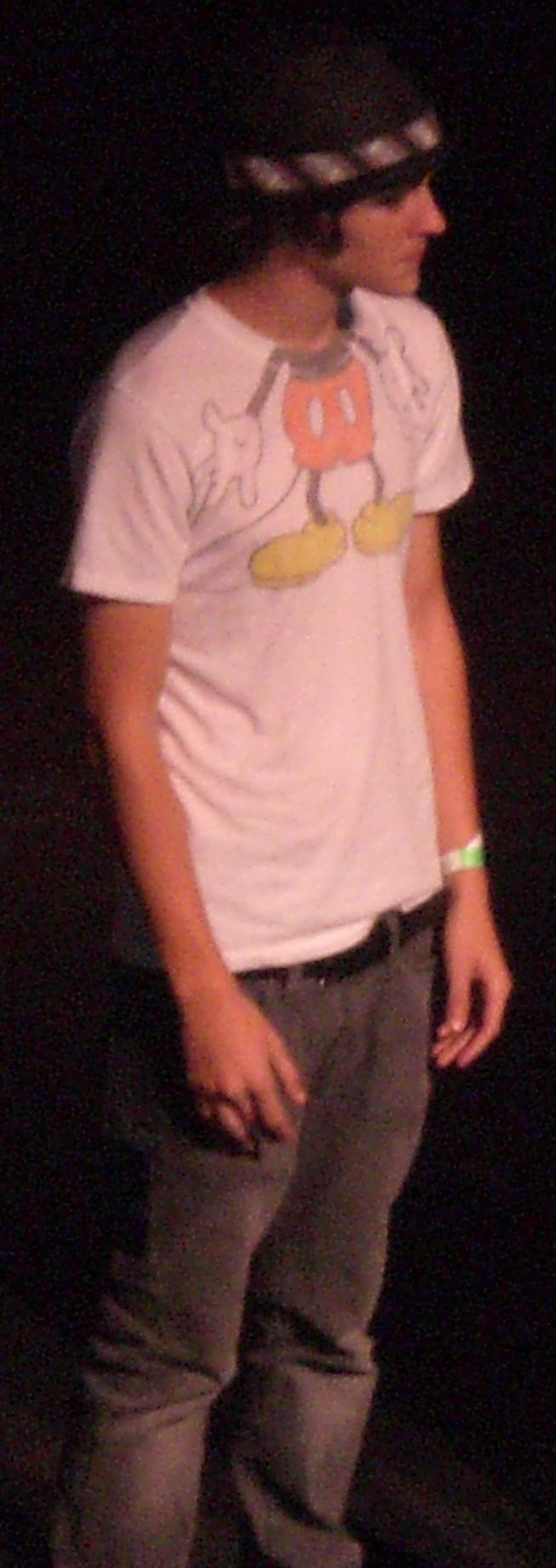
Matt Prokop, 2008

Matthew „Matt“ Prokop (* 29. Juli 1990 in Victoria, Texas) ist ein US-amerikanischer Schauspieler, bekannt durch seine Rolle als Jimmy „The Rocket“ Zara in dem Disney Channel Original Movie High School Musical 3: Senior Year.

## Leben
Matt Prokop wurde als Matthew Prokop im Juli 1990 in Victoria im US-Bundesstaat Texas geboren. Im Alter von 16 Jahren zog er nach Los Angeles, um seinen Traum von der Schauspielerei zu verwirklichen. Während seiner Kindheit war er ein aktiver Fußballspieler und beteiligte sich auch am Schultheater an der Victoria Memorial High School. Prokop entschied sich nach einem Familienurlaub im Mai 2005 dafür Schauspielunterricht zu nehmen und ging dafür nach Houston. Schließlich wurde er von einer Agentur angenommen. Es folgten Gastauftritte in Hannah Montana, Das Büro und in dem Film An Angel Named Billy. Er wurde schnell zu einem begehrten Newcomer Hollywoods.
Sein Durchbruch kam durch die Rolle des Jimmie „The Rocket“ Zara in dem dritten Teil des Disney-Channel-Films High School Musical 3: Senior Year, in dem er neben Zac Efron, Vanessa Hudgens und Ashley Tisdale eine Hauptrolle spielte. Seine deutsche Standardsynchronstimme ist die von Tobias Kern.
Von 2009 bis 2014 war er mit der Schauspielerin Sarah Hyland liiert. Im August 2014 erwirkte Hyland eine einstweilige Verfügung gegen Prokop, da dieser sie in den letzten vier Jahren ihrer Beziehung körperlich und verbal missbraucht haben soll. Seit Oktober 2014 besteht ein dauerhaftes Kontaktverbot.
Seit diesem Vorfall trat Prokop nicht mehr in Filmen und Serien auf.

## Filmografie
- 2007: Hannah Montana (Fernsehserie, Episodenrolle)
- 2007: Das Büro (The Office, Fernsehserie, Episodenrolle)
- 2007: Marked
- 2007: An Angel Named Billy
- 2008: Green Flash
- 2008: High School Musical 3: Senior Year
- 2009: Medium – Nichts bleibt verborgen (Medium, Fernsehserie, Episodenrolle)
- 2010: Reine Fellsache (Furry Vengeance)
- 2011: Meine Schwester Charlie (Good Luck Charlie, Fernsehserie, Episodenrolle)
- 2011: Movie Star – Küssen bis zum Happy End (Geek Charming, Fernsehfilm)
- 2012: Vom Blitz getroffen (Struck by Lightning)
- 2012: Modern Family (Fernsehserie, Episodenrolle)
- 2013: Perception (Fernsehserie, Episodenrolle)